# Apamea ampliata
Apamea ampliata är en fjärilsart som beskrevs av Mcdunnough 1940. Apamea ampliata ingår i släktet Apamea och familjen nattflyn. Inga underarter finns listade i Catalogue of Life.